# Oklopnjača Potemkin
Oklopnjača Potemkin (rus. Броненосец "Потёмкин") je slavna ruska crno-bijela nijema drama iz 1925. koju je režirao Sergej Ejzenštejn. Film je snimljen prema istinitom događaju, a govori o pobuni mornara na ratnom brodu čime je kasnije započeta ruska revolucija. To je jedan od velikih klasika kinematografije koji se redovito nalazi na raznim listama najboljih i najutjecajnijih filmova svih vremena.

## Filmska ekipa
Režija: Ejzenštejn
Glume: Aleksandr Antonov (Grigorij Vakulenčuk), Vladimir Barskij (Zapovjednik Golikov), Grigorij Aleksandrov (Glavni časnik Giljarovskij), Ivan Bobrov (Mladi mornar) i dr.

## Radnja
1905. Rusija je nakon rata s Japanom u krizi. Crnim morem plovi ratni brod Potemkin u kojem su mornari nezadovoljni stanjem: narednici ih tuku po noću, uvjeti su loši, a poslužuje im se pokvarena hrana. Kada par mornara odbije pojesti pokvarenu juhu narednici ih odluče strijeljati kako bi disciplinirali ostatak posade. No baš tada mornar Vakulenčuk digne pobunu i baci narednike u more, ali biva ubijen. Potemkin uđe u luku Odesu gdje im stanovnici daju hranu, ali ih na stubama napadnu carski vojnici. Revolucija se proširi zemljom. 

## Zanimljivosti
- Scena na stubama u Odessi, u kojoj carski vojnici napadaju civile, postala je toliko slavna da je "kopirana" u raznim filmovima (primjerice, u filmu "Nedodirljivi" Briana De Palme).
- Charles Chaplin je izjavio da mu je ovo najdraži film.
- U 1950-ima je britanski časopis "Sight & Sound" prozvao "Oklopnjaču Potemkin" najboljim filmom svih vremena.
- Po mnogim mišljenjima, Ejzenštejn je ovdje revolucionirao upotrebu montaže.

## Kritike
Skoro svi kritičari su gotovo jednoglasno hvalili film, makar su mu priznali i dozu propagande. Tako je Roger Ebert napisao: "Danas se doima više kao tehnički briljantan, ali jednostavan "crtić" (kako je napisala Pauline Kael u svojoj pozitivnoj recenziji), i to zato što njegovi elementi više ne nose ono iznenađenje – poput primjerice, 23. psalma ili Beethovenove simfonije, film je postao toliko znan da ga više ne možemo percipirati za ono što jest... "Oklopnjača Potemkin" se više ne smatra najboljim svih vremena, ali je ipak obavezna za svakoga tko se imalo zanima za filmsku povijest". Kritičar Michael W. Phillips Jr. je utvrdio: "Izuzev "Građanina Kanea", ovaj film je vjerojatno jedan od onih o kojima se najviše pisalo. S razlogom se smatra remek-djelom" a Jeffrey M. Anderson: "Ovih dana, tehnička ostvarenja ovog filma zauzimaju središnju pozornost; njegova nevjerojatna montaža i tehnika reza (o čemu je Ejzenštejn pisao na veliko) još uvijek izazivaju dozu uzbuđenja". Nick Hilditch je napisao: "Ako vas zanima povijest kinematografije, ili utjecaj na politiku i medij 20. stoljeća, onda morate vidjeti ovaj film, makar će sovjetska propaganda u trajanju od preko sat vremena biti izazov za strpljenje moderne publike... Ejzenštejn je shvatio da jedna od velikih vrlina kinematografije nije samo prezentiranje slika iz života. On je otkrio mogućnosti kontrasta, stavljanja slika u ritmički niz kako bi se stvorio smisao (u teoriji) i snažne emocije (u praksi)".

## Vanjske poveznice
- Oklopnjača Potemkin u internetskoj bazi filmova IMDb-a
- Oklopnjača Potemkin na Rottentomatoes
- Oklopnjača Potemkin  Arhivirana inačica izvorne stranice od 24. ožujka 2008. (Wayback Machine) na Google Video